# گراند ماوند (آیووا)
گراند ماوند (به انگلیسی: Grand Mound) شهری در ایالت آیووا کشور ایالات متحده آمریکا است که جمعیت آن در سرشماری سال ۲۰۱۰ میلادی، ۶۴۲ نفر بوده‌است.